# ماهر الميزربيان
ماهر الميزربيان (الأرمني: Մհեր Մեսրոպյան)، المَعروف باسمِه المَسرحي «مغر أرمينيا» (أيضاً ماهر أرمينيا) هو مُغَني أرمني. في عام 2017، مُنِحَ موسروبيان لَقَب الفَنان الأرميني المُكرَّم بناءً عَلى قَرار الرَّئيس الأرمني سيرج سركسيان. حاوَلَ تَمثيل أرمينيا في مُسابقة الأغنِية الأوروبية يوروفيجن 2009 لكنَّه فَشل. في عام 2017، أصبَحَ مِن الواضِح أن ميسروبيان سَوفَ يَتنافس في Depi Evratesil، الانتقاء الوطني الأرمني لإيجاد مُشاركتهم في مُسابقة الأغنية الأوروبية. لَديه أخت روزا فيلبيرغ، وهِيَ مُمَثلة ومُغَنية. في مناسَبات عَديدة، دَعا ميسروبيان للاعتِراف في جمهورية مرتفعات قرة باغ ولَهُ أغنِيَة مُخَصصة لِهذا البلد غير المعترف بها.

## الجوائز
| السنة | الجائزة                 | التصنيف                 | المدينة | النتيجة |
| ----- | ----------------------- | ----------------------- | ------- | ------- |
| 2013  | جوائز الموسيقى الأرمنية | المغني الذكر لهذا العام | يريفان  | فوز     |